# Gavin Ewart
Gavin Buchanan Ewart (1916 - 1995) foi um poeta inglês.